# When There Is Love
You Gotta Pay the Band — совместный студийный альбом американской певицы Эбби Линкольн и пианиста Хэнка Джонса, выпущенный в 1992 году на лейбле Verve Records.

## Отзывы критиков
| Оценки критиков                            | Оценки критиков |
| Источник                                   | Оценка          |
| ------------------------------------------ | --------------- |
| AllMusic                                   | [ 1 ]           |
| The Encyclopedia of Popular Music          | [ 2 ]           |
| MusicHound Jazz: The Essential Album Guide | [ 3 ]           |
| The Penguin Guide to Jazz                  | [ 4 ]           |
| The Rolling Stone Jazz & Blues Album Guide | [ 5 ]           |

В рецензии журнала Billboard написали, что такой тандем может показаться рискованным: голос, фортепиано и отсутствие ритм-секции или группы, — однако вместе они только подчеркивает богатство и зрелость таланта. В журнале Cash Box отметили: «Это интимный дуэтный сет, в котором одинокий, женственный голос Линкольн привносит тонкий печальный подтекст в каждый из треков. Хэнк Джонс обеспечивает ненавязчивое, но вдохновляющее сопровождение вокальных интерпретаций. Эта работа может вызвать приступ клаустрофобии у тех, кто не привык просто слушать музыку, не притопывая ногой и раскачиваясь в такт ритму. Но для истинных слушателей это настоящая находка». Крис Альбертсон из Stereo Review: «Сегодня на сцене не так много настоящих джазовых певцов, поэтому с завывающими подражателями и вялыми подражательницами, очаровывающими всё более неразборчивую аудиторию, Эбби Линкольн становится ещё более ценной для музыки. Что касается Хэнка Джонса — что ж, он из той же когорты. Это идеальная пара и ещё один триумф артистки, которая заслуживает всех своих недавних наград».
Скотт Яноу из AllMusic заявил, что этот диск меняет ритм для Линкольн, поскольку в нём хоть и есть некоторый социальный подтекст, акцент сделан на отношениях мужчины и женщины, и Линкольн звучит более оптимистично, чем обычно. Музыкальный критик Уилл Фридуолд отметил, что альбом является единственным у Линкольн за последние двадцать лет, в котором её оригинальные композиции второстепенны, а также, что в неё собраны некоторые из её лучших работ.

## Список композиций
1. «A Part of Me / There Are Such Things» (Стэнли Адамс, Абель Бэр, Эбби Линкольн, Джордж У. Мейер) — 4:35
2. «When There Is Love» (Эбби Линкольн) — 4:43
3. «Black Butterfly» (Бен Каррутерс, Дюк Эллингтон, Ирвинг Миллс) — 3:26
4. «Angel Face» (Хэнк Джонс, Эбби Линкольн) — 5:36
5. «The Nearness of You» (Хоги Кармайкл, Нед Вашингтон) — 5:38
6. «Can’t Help Singing» (Йип Харбург, Джером Керн) — 2:31
7. «Close Your Eyes» (Бернис Петкере) — 3:06
8. «I Should Care» (Сэмми Кан, Аксель Стордаль, Пол Уэстон) — 5:45
9. «You Came a Long Way from St. Louis» (Джон Бенсон Брукс, Боб Расселл) — 3:55
10. «C’est si bon» (Анри Бетти, Андре Орне) — 5:43
11. «The Jitterbug Waltz» (Ричард Малтби мл., Фэтс Уоллер) — 3:16
12. «Time After Time» (Сэмми Кан, Джул Стайн) — 4:33
13. «You Won’t Forget Me» (Кермит Гоэлл, Фред Спилман) — 5:12
14. «First Came a Woman» (Эбби Линкольн) — 5:41

## Участники записи
- Вокал — Эбби Линкольн
- Звукорежиссёр — Клод Эрмелин
- Звукорежиссёр (ассистент) — Юбер Салу
- Мастеринг — Джей Ньюленд
- Продюсер — Жан-Филипп Аллар
- Фортепиано — Хэнк Джонс

Сведения взяты из аннотации к альбому.

## Чарты
| Чарт (1994)                     | Высшая позиция |
| ------------------------------- | -------------- |
| США (Billboard Top Jazz Albums) | 13             |